# تیم ملی فوتبال زیر ۲۱ سال قزاقستان
تیم ملی فوتبال زیر ۲۱ سال قزاقستان (انگلیسی: Kazakhstan national under-21 football team) یا تیم ملی فوتبال جوانان قزاقستان، نماینده کشور قزاقستان در مسابقات فوتبال جوانان اروپا و جهان است که زیر نظر فدراسیون فوتبال قزاقستان فعالیت می‌کند.